# 罗宾·约翰斯通
罗宾·约翰斯通（英語：Robin Johnstone，1901年8月6日—1976年2月20日），英国男子赛艇运动员。他曾代表英国参加1920年夏季奥林匹克运动会赛艇比赛，获得男子八人单桨有舵手银牌。